# Тацит (імператор)
Марк Кла́вдій Та́цит (лат. Marcus Claudius Tacitus; бл. 200, Інтерамна — 276, Тіана) — римський імператор у 275—276 рр. Один з небагатьох імператорів доби Кризи III століття, що були обрані Сенатом. Був братом наступного імператора, Флоріана.
Тацит був обраний імператором вже в похилому віці, після тимчасового міжцарів'я, що склалося у результаті вбивства його попередника, Авреліана. Мав титул перемоги Gothicus Maximus («Великий переможець Готський»). На свої монетах карбував написи «restitutor rei publicae» (відновлювач держави) та «auctor verae libertatis» (творець істинної свободи).

## Походження
Походження імператора викликає багато суперечок та є досить туманним, як нечисленними є свідчення джерел про характер його влади і здобутки під час правління.
Місцем його народження називають місто Інтерамна в Італії, але цей факт заснований на вигадці; найімовірніше, він був, як і багато інших імператорів тієї епохи, вихідцем із дунайських земель.
Відомо, що мав брата, Флоріана, який став імператором після смерті Тацита.

## Передумови правління
Природна еволюція принципату призвела до збільшення вагомості ролі імператора у державі на шкоду сенату. Реформа імператора Галлієна, яка позбавила сенаторів права командування армією, ще більше обмежила його повноваження. А політика Авреліана не давала можливості сенаторам повернути хоча б тінь минулої влади.
Положення, здавалося б, різко змінилося після вбивства Авреліана. Через якийсь час після цих подій саме Сенат, а не армія обрала нового імператора. Однак це було спричинено не зміненням вектора політичного розвитку, а конкретною ситуацією.
Вбивство Авреліана під час його східного походу у 275 р. було результатом змови в його особистому оточенні. Людину, котра була безпосередньо організатором цієї змови кожен окремий дослідник називає по різному: секретар таємних справ, вільновідпущений, слуга або взагалі раб. Так чи інакше ця людина була наближена до імператора і вчинила змову за власними мотивами.
За п'ять років свого правління Авреліан створив сильну систему особистої влади, у якій практично не було місця нікому, крім самого імператора. Тому його вбивство спричинило так званий політичний вакуум у державі: армія та її головнокомандуючі розгубилися, змовники не висували нових кандидатів, турбуючись лише про порятунок власного життя. Тож у такій ситуації єдиним інститутом, котрий ще зберігав хоча б тінь авторитета, залишався Сенат.
Ненадійна давньоримська книга «Історія Августів» зазначає, що після того як військо отямилось, воно рішучими мірами приборкало змовників, а потім почало шукати, кому із всіх стати государем. Маючи ненависть до тих, хто був перед очима, військо, яке зазвичай поспішно обирало імператора (звідси термін «солдатські імператори») та надіслало листа Сенату з проханням обрати імператора зі свого стану. Сенатори знали, що обрані у їхньому колі кандидати зазвичай не бувають схвалені воїнами, тож передали цю справу армії. Так повторювалось багато разів протягом шести місяців. Російський історик Циркін називає цей період міжцарів'я грою в пін-понг.
Таким чином, явище це було небажаним та рідкісним, але народ мав прожити ці шість місяців без імператора. В «Історії Августів» також йдеться про те, що у цей час була повна згода трьох інституцій у Римській державі: армії, сенату та народу Як відомо, то на цей час комісії вже віджили своє, але закону про їхню ліквідацію не було, і, очевидно, народ сходився на зібрання, котрі могли бути названі тепер інакше.
За даними латинських джерел міжцарів'я тривало сім місяців. Однак ці цифри не підтверджені хронологічними розрахунками, котрі вказують, що цей період міг тривати не більше півтора місяця. За даними біографії Тацита він був обраний 26 вересня того ж 275 р.
Згідно з даними нумізматики, значну роль в управлінні державою у період міжцарів'я відігравала вдова Авреліана Ульпія Северина. У 274 р. вона отримала титули Августи та Матері Сенату. Її ім'я з'являється на монетах на ряду з іменем Авреліана та не зникає після вбивства чоловіка. Монети того часу, що супроводжувались написом лат. CONCORDIA MILITUM, вказують на можливий високий авторитет вдови серед армії, і що тимчасове правління Северіни забезпечувало єдність воїнів у період міжцарів'я та політичну стабільність без спроб узурпації влади.
Отже, можна припустити, що саме Северина, заздалегідь домовившись із Сенатом, відіграла вирішальну роль в обрані Тацита імператором.

## Правління
На час обрання імператором Тацит був у похилому віці. За повідомленнями візантійського історика Іоанна Зонари на той час йому було вже 75 років, звідси, можна вивести рік його народження — 200 н. е. Тацит сам представив себе у Сенаті людиною такого віку, яка звикла до спальні та тіні.
Коли саме майбутній імператор почав свою кар'єру — невідомо. У документах, котрі дійшли до наших днів, зазначено, що Клавдій у 273 р. отримав посаду ординарного консула, а до вересня — жовтня 275 р., у період міжцарів'я, став — принцепсом сенату. Роками раніше він, як і всі громадяни римської держави, перебував на різних місцевих адміністративних посадах. Про воєнну службу Тацита відомо зовсім мало. Існує припущення, що він служив у дунайських легіонах, а на момент обрання імператором вже перебував у відставці.
Місцем народження Клавдія прийнято вважати умбрійське місто Інтерамна, котре знаходиться в шістдесяти кілометрах на північ від Риму. Але все ж таки деякі історики вважають його вихідцем із придунайських провінцій.
Клавдій Тацит був доволі заможною людиною: біограф оцінює майно імператора у 280 млн сестерціїв. Своє спадкове майно, що складалося з прибутків, він передав державі.
Під час обрання нового імператора в сенаті Клавдій перебував у своєму маєтку в Кампанії. Цей на перший погляд незначний факт вказує на боротьбу, що приховано відбувалася між різноманітними угрупуваннями в сенаті та армії. Так що обрання Тацита імператором, безсумнівно, стало результатом певного компромісу, досягнутого за час міжцарів'я. Недаремно Тацит і Флоріан розглядаються в історіографії як міжцарі (лат. interreges), що зайняли своє місце між Авреліаном та Пробом.
Першим, хто виступив у Сенаті з пропозицією припинити вагання та остаточно обрати імператора, був консул Велій Корніфінцій Гордіан. Після чого сам Тацит, схвильований викликами пошани, що пролунали після промови консула, дав свою відмову сенаторам на пропозицію посісти імператорський трон, вказуючи на свій похилий вік та нездатність до командування армією.
«Історія Августів» називає Клавдія освіченою людиною (лат. litteratus) та зазначає, що новообраний імператор навіть претендував на родинні зв'язки з великим римським істориком Корнелієм Тацитом, праці якого наказав розмістити в усіх бібліотеках та робити кожного року десять списків (копій), розподіляючи їх за архівами. Цей захід, за словами самого імператора, мав зберегти книги великого митця та запобігти їхньому зникненню через байдужість читачів.
За деякими повідомленнями, місяць свого обрання — вересень — Тацит наказав перейменувати за своїм ім'ям.

### Характер та поведінка
Про загальну поведінку імператора та його характер протягом усього життя можна дізнатися зі свідчень біографів, які були у кожного високопоставленого державного діяча Римської імперії.
За своє життя Тацит відзначився бережливістю і залишався таким, отримавши посаду імператора.
Одягався він у ті ж туніки і тоги, що носив у повсякденному житті. А своїй жінці забороняв прикрашатися дорогоцінним камінням.
За день він міг випити не більше секстарія вина. З їжі особливо полюбляв салат, говорячи, що це поліпшує нічний сон. Віддавав перевагу гірким стравам. М'ясо жертовних тварин Тацит завжди приносив додому та наказував своїм домашнім харчуватися ним.
Імператор ходив в лазню рідко, що на той час також вважалося ознакою ощадливості.
Полюбляв мистецьки вироби з тонкого скла та мармуру та був знавцем у мистецькій справі. Вільний час нерідко поводив на полюванні.
В останні роки свого життя Тацит мав бездоганний зір та багато читав і писав, особливо вночі.

### Внутрішня державна діяльність
У біографіях також вказано, що Тацит виплачував воїнам зарплатню з власних збережених вдома грошей. Але повністю покладатися на джерела, котрі писалися при житті правлячого імператора, не варто, оскільки їх можна віднести до відвертої пропаганди.
Терми імператор наказав закривати до настання ночі, щоб запобігти бійкам та розгромам. Чоловікам він заборонив носити одяг з чистого шовку. Свій дім Тацит зруйнував та звелів побудувати на його місці новий терем.
За власні кошти він подарував остійцям сто нумідійських колон, в двадцять три фути заввишки кожна. Свої маєтки в Мавританії Тацит пожертвував для реставрації будівлі Капітолія.
Також усім своїм міським рабам він дарував свободу, але у межі сотні, щоб не порушувати закон Канінія.

## Відносини з Сенатом
Деякі історики вважають Тацита типовим сенаторським імператором. Але таке категоричне судження потребує окремого переосмислення. Сенат покладав на нового імператора надію на повернення мало не до часів августового паритету. Безсумнівно, і сам Тацит намагався створити враження такого повернення.
З повідомлень «Історії Августів» про обрання Тацита можна виділити наступне: консул Велій Корніфіцій Гордіан говорить про вторгнення германців, про складне положення в Африці, Іллірії та Єгипті та про вимогу армії обрати імператора, котрий мав би здібності до керівництва військом та був авторитетом для нього. Та замість цього висувається кандидатура Тацита, який, за його ж словами, через похилий вік із труднощами впорається з обов'язками сенатора та зовсім не здатен до військової справи. На це сенатори відповіли, що обирають його дух, а не тіло, та роблять його імператором, а не воїном.
Якщо вважати цю розповідь достовірною, то можна зробити тільки один висновок: мова йде про розіграний спектакль, за сценарієм якого, можливо, активну роль відігравав і сам кандидат.
Наприкінці біографії Тацита в «Історії Августів» наводяться кілька особистих листів від Сенату та до інших провінцій після того моменту, як на посаду імператора було поставлено Тацита. З цих свідчень випливає явна картина ставлення Сенату до новообраного імператора: він мав забезпечити свободу всередині держави, але ця свобода мала проявлятися насамперед у діяльності Сенату.
З іншого боку, Тацит підкреслював спадковість імператорської влади. Його першою справою після приходу до влади було покарання вбивць Авреліана, «як дурних, так і хороших». Імператор особисто вбив ватажка змови Мукапора. Таким чином, для Тацита важливими були не якості та мотиви вбивць, а сам факт вбивства правлячого імператора.
Другим актом Тацита було обожнення Авреліана. В умовах відсутності офіційного династичного принципу успадкування влади обожнювання попередника було важливим засобом узаконення влади його наступника. Між тим сенат ледве відчував особливу прихильність до Авреліана.
Наступним зіткненням Тацита і сенату можна вважати прохання імператора за свого брата Флоріана, щоб той отримав посаду консула. Тут мова беззаперечно йде саме про посаду консула-суффекта, оскільки у той час ординарним консулом був сам Тацит з Еміліаном. Але отримавши рішучу відмову, що спиралася на закриття списків консульства у поточному році, імператор висловив своє захоплення рішенням сенату. На засіданні Тацит зауважив, що сенат знає, кого він обрав імператором.
Та наступні події вказують на протилежне: отримавши відмову сенату в призначенні Флоріана консулом, Тацит поставив його перфектом преторія. Призначення цієї посади не потребувало згоди сенату. Починаючи з 235 р. перфект преторія був першою особою після імператора. Таким чином Тацит зробив Флоріана практично своїм заступником. Іншого свого родича, Максиміна, він призначив намісником Сирії.
Ці дії можна вважати викликом сенату та недопущення його до повноважень імператора. Сенат міг розглядати обрання Тацита як свою перемогу, але сам Тацит у своїй діяльності «сенаторським» імператором в жодному разі не був. Максимум, чого домігся сенат, так це набагато значнішу, ніж при Авреліані, повагу до себе та повернення деяких чисто формальних повноважень.
Окремим та одним із найголовніших питань, що виникають при аналізі відношень імператора із сенатом, це функціонування Едикту Галлієна за часів правління Тацита. Відомо, що цей едикт забороняв сенаторам займати будь-які керівні посади в армії та взагалі мати зносини з воєнними, що було зроблено задля запобігання повстань та узурпації влади. З «Історії Августів» можна зробити висновок, що на певний час укази едикту були зупинені. Але сучасні історики навпаки вважають, що Тацит продовжував традицію Галлієна у відносинах із сенаторами.

## Воєнний похід та смерть
Усупереч заяві у Сенаті на початку свого правління про нездатність до воєнної справи, імператор все ж таки звернув увагу на оборону держави. До подібних дій його змусили конкретні обставини: германські племена розпочали один зі своїх найвагоміших походів. Франки переправилися через Рейн, алемани зі своїм військом пройшли долину Неккара.
За словами Зосима, коли Тацит вже встановив міцну владу в Римі та став повноправним імператором, скіфи переправилися через Меотійське озеро (сучасне Азовське Море) та спустошили Азію від Евксинського Понта до Кілікії. Тут йдеться про доволі широку коаліцію причорноморських та приазовських племен, у числі котрих були готи, а також сармати та алани.
Причиною чергового нападу цих племен на Римську імперію полягала у їхній домовленості з Авреліаном, котрий заручився підтримкою приазовських народів у нападі на Державу Сасанідів. Але вбивство імператора зруйнувало плани, через що обурилась ця група племен.
Загроза була значною, тому Тацит, зібравши свою армію, створив ще додаткову на чолі зі своїм братом, Флоріаном. Отримавши ряд перемог, Тацит прославив себе на монетах (лат. VICTORIA GOTHICA) та прийняв титул «Готський».
Призначення Максиміна намісником Сирії зіграло з Тацитом злий жарт.
За Зосімом Максимін користувався своєю владою настільки грубо, що сам посприяв виникненню в народі до себе заздрощів та страху. Ці почуття, в свою чергу, послугували поштовхом до нової змови та вбивства намісника. А потім змовники, боючись покарання Тацита, наздогнали і його у Європі.
Але думки щодо смерті Тацита в істориків розділилися: одні вважають, що він помер через хворобу, яка перебігала з гарячкою, інші — через ту ж таки змову. Флоріан наводить обидва варіанти у своїй біографії імператора і додає, що загалом вся історія, що сталася з Тацитом, обплутана інтригами.
Зрештою, з-поміж науковців склалася думка, що Марк Клавдій Тацит став жертвою військової змови.

## Нумізматика
На монетах, що відносяться до короткого правління Тацита, всюди присутній звичайний оптимістичний патріотизм.
На одній з монет імператор ототожнює себе з Хоробрістю (лат. VIRTVS).
Бог Сонце як і раніше зображується покровителем імперської армії; він підняв руку, благословляючи богиню, так звану Божественним Провидінням (лат. PROVIDENTIA DEORUM), яка тримає два прапори.
Але, як правило, головну роль грали стародавні божественні покровителі Риму, і в першу чергу богиня Рома.
Один примітний персонаж, Милосердя Епохи (лат. CLEMETIA TEMPORUM), зображений у вигляді імператора, що приймає земну кулю з рук Юпітера; на інший монеті той же самий текст несподівано супроводжує фігуру Марса, не тільки зі списом і щитом, а й оливковою гілкою світу.
При Тациті випускали ауреуси, біллонні антонініани, динарії, дупондії, семіси, квадранси. На короткий час при цьому імператорі срібний вміст антонініанів було збільшено вдвічі.

## Вшанування
43841 Марктацит — астероїд, названий на честь правителя.